# Petronella Lenting
Petronella Helena Clasina Lenting (pseudoniem: Helena) (Zutphen, 25 maart 1822 – Arnhem, 27 februari 1900), was een schrijfster van kinderverhalen.
Zij was de dochter van Johannes Lenting (1790-1843) en Anna Luthera Elizabeth Josephine van Haersolte (1799-1853). Petronella was het oudste van vijf kinderen. Haar vader was rector aan de Latijnse school te Zutphen, haar moeder kwam uit Versailles, waar haar ouders als Nederlandse patriotten heen waren gevlucht. In 1840 verhuisde zij naar Groningen toen Petronella’s vader daar hoogleraar in de letteren werd. Petronella trouwde op 24 februari 1846 in Groningen met de predikant Nicolaus Lambertus van der Tuuk (1821-1867). Uit dit huwelijk werden 7 kinderen geboren. Ook haar dochter Titia werd schrijfster. Met haar man woonde Petronella in Hellum, 't Zand en Nieuwolda. Na de dood van haar man in 1867 woonde Petronella Lenting-van der Tuuk in Groningen. Petronella Lenting-van der Tuuk overleed op 27 februari 1900 in Arnhem.
Na de geboorte van hun zeven kinderen schreef Petronella Lenting – onder de pseudoniemen Helena en Mevrouw van der Tuuk-Lenting kinderverhalen met een sterk religieuze inslag. Vanaf 1852 schreef zij in De Kinder-Courant.

## Publicaties
Onder pseudoniem Helena
- Uit het leven voor het leve. Schetsen en verhalen (Groningen, 1863)
- De Heer is waarlijk opgestaan. Een Paaschviering (Groningen, 1866)
- Uit de leerschool des levens. Nieuwe vertellingen voor de jeugd (Winschoten, 1868)
- Het kind der wereld en het kind van God (Zwolle, 1870).
- Oranjeliefde. Nederland of hoe de deugd beloond wordt (Middelburg, 1870)

onder eigen naam
- Uit de leerschool des levens. Nieuwe vertellingen voor de jeugd, Winschoten 1868;
- Eenige sprookjes uit den vreemde naverteld door Mevrouw van der Tuuk-Lenting. Groningen. 1870

## Over haar werk
- In het tijdschrift Vaderlandsche Letteroefeningen jaargang 1864: ‘Uit het leven voor het leven. Schetsen en verhalen door Helena. Met een woord vooraf door Ds. C.H. van Herwerden CHzn., predikant te Groningen.[1]

- Biografisch Portaal: 90302134
- Digitale Bibliotheek voor de Nederlandse Letteren: tuuk004
- International Standard Name Identifier: 0000 0003 8855 3533
- Nederlandse Thesaurus van Auteursnamen: 073711969
- Virtual International Authority File: 281752617
- WorldCat: E39PBJppwYmQwgK7PRHyrR384q